# (860) Урсина
(860) Урсина   (лат. Ursina) — типичный астероид главного пояса астероидов, принадлежащий к спектральному классу М. Астероид был открыт 22 января 1917 года немецким астрономом Максом Вольфом в Гейдельбергской обсерватории.
Фотометрические наблюдения этого астероида, собранные в 1999 году, показывают период вращения 9,386 ± 0,002 часа с изменением яркости на 0,22 величины.